# هیرویوکی ایناگاکی
هیرویوکی ایناگاکی (انگلیسی: Hiroyuki Inagaki؛ زادهٔ ۲۴ آوریل ۱۹۷۰) بازیکن فوتبال اهل ژاپن است.
از باشگاه‌هایی که در آن بازی کرده‌است می‌توان به باشگاه فوتبال سرزو اوساکا و باشگاه فوتبال یوکوهاما اشاره کرد.